# Biff Byford
Peter „Biff” Byford (Honley, West Yorkshire, 1951. január 15. –) angol heavy metal énekes, a Saxon frontembere. Stílusa a zenekar egyik felismerhető védjegye, a zenekar minden lemezén az ő hangja hallható. Számos heavy metal sláger fűződik a nevéhez, emellett a stílus egyik kitartó „veteránja”.

## Diszkográfia

### Stúdiólemezek
- Saxon (1979)
- Wheels Of Steel (1980)
- Strong Arm Of The Law (1980)
- Denim And Leather (1981)
- Power & the Glory (1983)
- Crusader (1984)
- Innocence Is No Excuse (1985)
- Rock The Nations (1986)
- Destiny (1988)
- Solid Ball Of Rock (1990)
- Forever Free (1992)
- Dogs Of War (1995)
- Unleash The Beast (1997)
- Metalhead (1999)
- Killing Ground (2001)
- Lionheart (2004)
- The Inner Sanctum (2007)
- Into the Labyrinth (2009)
- Call to Arms (2011)
- Sacrifice (2013)
- Battering Ram (2015)
- Thunderbolt (2018)

### Koncertalbumok
- The Eagle Has Landed (1982)
- Rock 'n' Roll Gypsies (1989)
- Greatest Hits Live (1990)
- The Eagle Has Landed - Part II. (1996)
- BBC Sessions / Live at Reading Festival '86 (1998)
- The Eagle Has Landed - Part 3. (2006)
- An Introduction to Saxon (2006)

### Válogatáslemezek
- Strong Arm Metal (1984)
- Greatest Hits (1990)
- Best of Saxon (1994)
- A Collection of Metal (1997)
- Burrn! Presents Best of Saxon (2000)
- Heavy Metal Thunder (2002)
- Masters of Rock: Saxon (2003)
- The Very Best of Saxon 1979-1988 (2007)

### Videó- és DVD-kiadványok
- Live in Nottingham (1983)
- Live Innocence (1985)
- Power and the Glory - Video Anthology (1989)
- Greatest Hits Live (1990)
- The Saxon Chronicles (2003)
- Live Innocence - The Power and the Glory (2003)
- To Hell and Back Again (2007)
- Heavy Metal Thunder - The Movie (2009)